# 大橋弘
大橋 弘（おおはし ひろし、1970年 - ）は、日本の経済学者。東京大学大学院経済学研究科教授。東京大学公共政策大学院前院長。東京大学副学長。専門は産業組織論，経済政策、特に競争政策，科学技術イノベーション政策。Ph.D.（ノースウェスタン大学、2000年）。東京都出身。

## 略歴
- 1989年 駒場東邦高校卒業
- 1993年 東京大学経済学部卒業
- 1995年 東京大学大学院経済学研究科修士号取得
- 2000年 ノースウェスタン大学（Ph.D.取得)
- 2000年 ブリティッシュ・コロンビア大学 Sauder School of Business 助教授
- 2003年 東京大学大学院経済学研究科助教授
- 2007年 東京大学大学院経済学研究科准教授
- 2012年 東京大学大学院経済学研究科教授
- 2022年 東京大学 副学長

## 著書・編著書
- 『大学4年間の経済学が10時間でざっと学べる 実戦編』（KADOKAWA、2023年）
- 『EBPMの経済学』（東京大学出版会、2020年）
- 『プロダクト・イノベーションの経済分析』（東京大学出版会、2014年）
- 『経済学は何をすべきか』（岩井克人、他）第Ⅳ章「経済学にイノベーションを」（日本経済新聞社、2014年）
- 『日本発！エネルギー新産業　グローバルで勝つ3つのビジネス戦略』（柏木孝夫、伊藤敏憲、大橋弘、冨山和彦、延岡健太郎）（日経BP社、2013年）
- 『モバイル産業論』（川濱昇、大橋弘、玉田康成）（東京大学出版会、2010年）

## 受賞歴
- Young Economist Essay Prize, the EARIE, 2001年
- 第1回 宮澤健一記念賞　公正取引協会 2010年
- 第3回 円城寺次郎記念賞　日本経済新聞社 2012年
- 第9回 日本経済学会石川賞 2014年